# Organocobalteux
Un organocobalteux est un composé organométallique contenant une liaison carbone-cobalt(II), les composés contenant une liaison  carbone-cobalt(III) étant appelés organocobaltiques.
Les organocobalteux sont  impliqués dans différentes réactions organiques et on trouve parmi eux la vitamine B12, une biomolécule importante. Beaucoup d'organocobalteux montrent des propriétés catalytiques intéressantes, en particulier l'octacarbonyle de dicobalt. Un des premiers cas rapportés d'utilisation d'organocobalteux fut la carbonylation de l'azobenzène par l'octacarbonyle de dicoblat en 1956, par les chimistes japonais Murahashi et Horiie :